# 服部梨絵
服部 梨絵（はっとり りえ、1976年12月29日 - ）は、愛知県出身の元女子バスケットボール選手である。ポジションはPF/C。

## 来歴
ミュンヘン五輪日本代表の服部信雄を父に持つ。
相野山小でバスケを始め、日進東中を経て、名古屋短大付高に進み、インターハイ・ウィンターカップ・国体のタイトルを多く獲得。
卒業後はシャンソン化粧品に入団。WリーグV10の第二次シャンソン黄金時代を支える。
全日本にも選ばれ、バンコクアジア大会で金メダルを獲得。1999年アジア選手権兼シドニー五輪予選にも出場。
2001年、デンソーに移籍。
2003年引退。

## 経歴
- 名古屋短大付高 - シャンソン化粧品（1995年〜2001年） - デンソー（2001年〜2003年）

## 日本代表歴
- バンコクアジア大会
- 1999アジア選手権